# The Giver (album)
The Giver è un album del 1993 di David Knopfler.

## Tracce
1. Mercy with the Wine – 3:32
2. Hey Jesus – 3:06
3. Domino – 7:03
4. Every Line – 3:39
5. How many Times? – 2:56
6. Love knows – 3:58
7. Lover's Fever – 4:10
8. Carry on – 4:20
9. The Giver of Gifts – 7:02
10. Southside Tenements – 7:24
11. A Father and a Son – 2:37
12. Always – 1:48